# Hypolytrum subcompositus
Hypolytrum subcompositus är en halvgräsart som beskrevs av Kaare Arnstein Lye och David Alan Simpson. Hypolytrum subcompositus ingår i släktet Hypolytrum och familjen halvgräs. IUCN kategoriserar arten globalt som akut hotad.
Artens utbredningsområde är Kamerun. Inga underarter finns listade i Catalogue of Life.